# Bandiera delle Isole Pitcairn
La bandiera delle Isole Pitcairn è stata adottata nell'aprile 1984 dopo l'approvazione della Regina Elisabetta II.
Si tratta di una Blue Ensign, ossia di una bandiera che reca lo stemma del Regno Unito, presente nel quadrante superiore sinistro. Il resto della bandiera ha uno sfondo blu e presenta, sulla parte esterna destra, lo stemma delle Isole Pitcairn.